# Ribeaucourt, Somme

Ribeaucourt este o comună în departamentul Somme, Franța. În 1 ianuarie 2022 avea o populație de 226 de locuitori.